# 거트루드 버그
거트루드 버그(영어: Gertrude Berg, 본명: 틸리 에덜스틴, 본명 영어: Tillie Edelstein, 1899년 10월 3일 ~ 1966년 9월 14일)는 미국의 배우, 영화 각본가, 제작자이다.

## 출연
- 이봐요, 골드버그 부인